# Mandelli Sistemi
La Mandelli Sistemi S.p.A. nasce nel 1932 a Piacenza, fondata da Renato Mandelli. La forma societaria della fondazione è Azienda Individuale, destinata alla lavorazione di precisione di parti meccaniche.

## Storia

### La prima evoluzione
La Mandelli Sistemi cresce e diventa nel tempo un punto di riferimento nel mercato dell'automazione meccanica (officina meccaniche di precisione per la lavorazione con macchine utensili di materie plastiche, fresatura, torniture, barenatura e progettazione attrezzature).

### I tre fratelli

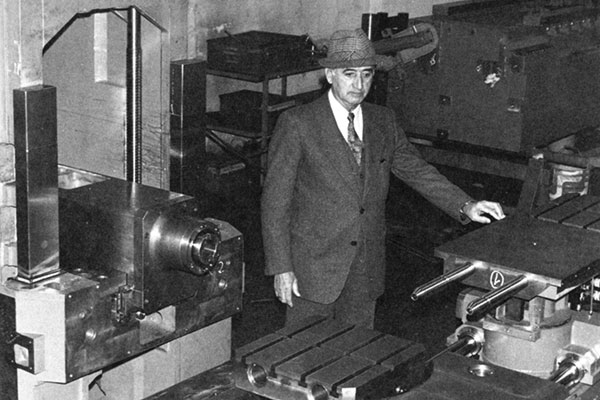
Renato Mandelli nel 1932, anno della fondazione della Mandelli Sistemi

Nel 1960 Renato Mandelli decide di associare anche i suoi tre figli: Sante Mandelli, Giancarlo Mandelli e Umberto Mandelli. I tre fratelli saranno inseriti nell'organico dell'azienda per trasformarla in un gruppo che possa varcare i confini nazionali e rendersi operativo su scala internazionale. L'azienda in quell'anno si trasforma in Mandelli S.n.c e si dedica alla produzione di macchine utensili, POSITIV, MEDAL, THEMA e costruzione del primo nucleo dello stabilimento attuale.
Nel 1967, alla Fiera di Milano, Giancarlo, Sante e Umberto portano sul mercato la prima macchina a controllo numerico, che viene poi definita un prodotto "rivoluzionario", poiché accoppiava alla parte meccanica il primo elementare cervello computerizzato.
Giancarlo Mandelli affermò durante i giorni dell'esposizione: "Nel 1967 siamo partiti dal punto in cui erano arrivate le imprese più avanzate. Già da allora la nostra prima scelta strategica è stata quella di puntare sulla ricerca investendovi regolarmente una quota rilevante dei ricavi. Quest' anno, ad esempio, impegneremo in questo settore il 12 per cento del nostro fatturato, un livello nettamente superiore alla media".

### L'Espansione
Negli anni successivi, la Mandelli inizia a produrre con un nuovo concetto di Centro di Lavoro Orizzontale a 5 assi, quella che poi viene definita la Linea SPARK. La SPARK X diventa il nuovo modello produttivo, perché è la prima volta che si usano i tre assi lineari di movimento da una parte e il pezzo in lavorazione dall’altra. L'azienda raggiunge in poco tempo un bagaglio di conoscenze importante, che le permette di passare da un'azienda di meccanica a un'azienda di meccatronica. I tre fratelli capiscono dopo aver commissionato una ricerca di mercato, che il settore del futuro è scritto nelle macchine utensili, ossia la produzione di strumenti necessari per costruire automobili, trattori, lavatrici. Iniziano quindi anche a produrre tutto internamente, progettando direttamente nel loro stabilimento tutta l'elettronica necessaria alle proprie macchine.
Il nuovo modo di concepire l'industrializzazione dell'azienda permette passa attraverso tre importanti risultati che raggiunsero al tempo:
- Si può utilizzare una stessa linea per fabbricare pezzi differenti di una medesima famiglia di prodotti;
- La riconversione di un FMS da un tipo di produzione a un altro completamente differente risulta abbastanza semplice;
- È possibile variare i ritmi produttivi a piacimento.

### I clienti
Risultati che permisero loro di raggiungere una serie di clienti importanti, quali: IBM, Rolls Royce, Iveco, Volvo, John Deere, Caterpillar e Ferrari.
Nel 1984 l'azienda cede ai giapponesi dell'Amada la licenza per produrre due macchine ideate completamente in Italia. Sempre nello stesso anno si aggiunge un secondo stabilimento ad Avellino, denominato Mandelli 2.
Il fatturato sale dai 39 miliardi del 1983, ai 57 miliardi del 1984, per salire a 65 miliardi nel 1985 e a 90 miliardi nel 1986. Vengono superati i 120 miliardi nel 1987, con un utile compreso fra i 5 e i 6 miliardi. Si stima intorno ai 140 miliardi il fatturato per l'anno 1988.
In quegli anni crea una partnership con IBM, collaborazione che fa nascere Spring (Studi e Progetti per l'Ingegneria della Fabbrica Automatica), un centro di ricerca messo a disposizione non solo dell'azienda ma anche di altre imprese impegnate nel settore delle macchine utensili fornendo progetti, modelli e anche prototipi di macchine o di sistemi. 
Nel 1989, Mandelli Sistemi si quota in borsa sul listino di Piazza Affari a Milano.

### La Crisi
Nei primi anni '90 però l'azienda, quotata allora alla Borsa di Milano, entra in una crisi che la porta ad affrontare nel 1995 in un crack finanziario e a trascorrere i due anni successivi sotto l'amministrazione controllata, con la guida di Andrea Mattarelli, amministratore delegato che prende il comando nel gennaio del 1996 e per i due anni successivi. L'azienda dopo il fallimento i successivi due anni di amministrazione controllata, viene rilevata da 5 investitori e guidati da Victor Uckmar, che ha seguito la ristrutturazione e nel rilancio: la banca d'investimento M.M. Warburg & co., la Sitindustrie (automazione robotica), la Pllb elettronica, la Finatan spa (holding di partecipazioni industriali) e Mattarelli, tutti presenti nel capitale con una quota di circa il 20%.
La storia della bancarotta e delle accuse e successive condanne che vennero mosse e confermate dalla Corte Europea dei Diritti dell’Uomo di Strasburgo, nei confronti dei componenti della famiglia Mandelli, sono stati narrati nel libro: Istituti Discredito, scritto da Angelo Santoro e Biagio Riccio.

### Gli anni 2000
L'azienda viene acquistata nel 2000 dal Gruppo Riello Sistemi con l'impegno di fare crescere nuovamente, nuovi processi più snelli e sull'innovazione che l'ha contraddistinta prima della crisi.
Nel 2021, dopo più di vent'anni di gestione e durante la pandemia, che ha seriamente messo a dura prova la solidità del marchio a causa delle perdite delle commesso di Boeing e Airbus, l'azienda viene venduta dal Gruppo Riello Sistemi al Gruppo Allied, gestita da Valter Alberici, Presidente del Gruppo e Vicepresidente di Confindustria Piacenza, attraverso un'asta. I nuovi proprietari si sono impegnati a conservare il posto di lavoro a tutti i 49 dipendenti, dando continuità alle macchine installate: un tema prioritario fin dall’inizio per garantire l’azienda.

## Prodotti
Nel 1965 vengono realizzate le prime macchine utensili: POSITIV, MEDAL e THEMA e costruzione del primo nucleo dello stabilimento attuale; in quell'anno avviene anche la costruzione della prima macchina con caratteristiche fondamentali per un centro di lavoro, EGO e l’officina si trasforma in società per azioni.
Nel 1970, viene presentata la nuova linea REGENT, una generazione modulare e integrabile in sistemi più complessi e contestualmente iniziano le prime esperienze di lavorazione su materiali speciali tipici del settore aeronautico come il Titanio.
Nel 1975, viene realizzata il primo sistema flessibile di produzione e sviluppo delle attività denominato “FMS”.
Nel 1980, viene sviluppato il primo prodotto a controllo numerico denominato Plasma, nel nuovo centro di lavoro denominato QUASAR, opera dei famosi architetti Ettore Sottsass e Matteo Thun.